# Misty Mountain Hop
«Misty Mountain Hop» (с англ. — «Улёт на туманные горы») — песня с безымянного четвёртого альбома британской рок-группы Led Zeppelin, выпущенная в 1971 году на лейбле Atlantic Records. В декабре того же года композиция была издана в виде би-сайда к синглу «Black Dog» и исполнялась во время большей части концертных туров группы в 1972 и 1973 годах.

## История
Наиболее распространённая интерпретация названия песни ссылается на Туманные горы из книги Дж. Р. Р. Толкина «Хоббит, или Туда и обратно». Также вдохновением для песни послужили протестные акции под названием «Legalise Pot Rally» (рус. «За легализацию марихуаны»), устроенные хиппи в лондонском Гайд-парке 7 июля 1968 года. Во время которой были произведены массовые аресты за хранение наркотиков. Текст отражает стремление автора песни, Роберта Планта, к более справедливому обществу, месту и времени, когда проблемы сменяются индивидуальной свободой, взаимной поддержкой и взаимопониманием.
Песня была записана в поместье «Хедли-Грейндж», Ист-Хэмпшир, где группа создала несколько своих альбомов, в том числе Led Zeppelin IV.
Песня была выпущена в качестве би-сайда к синглу «Black Dog», который был выпущен в США 2 декабря 1971 года, а также в континентальной Европе (Великобритания не вошла в число этих стран), и Австралии.
Другая версия песни, с альтернативным миксом, была включена во второй диск ремастированного «делюксового издания» Led Zeppelin IV, выпущенного в 2014 году.
Первое публичное исполнение песни состоялось 3 мая 1971 года во время концерта в Копенгагене, после чего она входила в сет-лист большинства выступлений 1972 и 1973 годов. Вокалист Led Zeppelin Роберт Плант регулярно исполнял её во время своих сольных концертов после распада группы в 1980 году. Он также исполнил его вместе с Джимми Пейджем и Джоном Полом Джонсом группы на концерте памяти Ахмеда Эртегуна, 10 декабря 2007 года.